# صحيفة الجامعة العربية (فلسطين)
صحيفة الجامعة العربية الفلسطينية هي صحيفة يوميّة سياسيّة أصدرتها الجامعة العربية في القدس، صدر العدد الأول منها في العشرين من كانون ثاني 1927. أسّسها منيف الحسيني أحد روّاد الحركة الوطنيّة والأدبيّة في فلسطين ما قبل النكبة، وقد كان صاحب نزعة قوميّة وكان مقرّبًا من المجلسين (حزب المفتي الحاج أمين الحسيني). محررو الصحيفة هم إميل الغوري، ومحمد طاهر ألفتياني. شدّدت الجريدة على رؤيتها القوميّة منذ العدد الأول، حيث أكّدت أنها "لن تكون تابعة لحزب أو لشخص بل لخدمة الوطن أجمع، كما أنّها لن تخوض في التراشق بقدر ما ستتبع النزاهة وتفسح صدرها للجميع."
انطلاقًا من الرؤية القوميّة والوطنيّة، فقد اهتمّت الجريدة بنقل أخبار القضيّة الفلسطينيّة التي ركّزت عليها دومًا، إضافة لقضايا العالم العربي، حيث أفردت زاوية لكل دولة.